# Tour de California 2018
La 13.ª edición del Tour de California (oficialmente: Amgen Tour of California) se celebró en Estados Unidos entre el 13 y el 19 de mayo de 2018 e inició con un circuito urbano en la ciudad de Long Beach y finalizó con otro circuito urbano en la ciudad de Sacramento en el estado de California. El recorrido consistió de un total de 7 etapas sobre una distancia total de 1039,7 km.
La carrera formó parte del UCI WorldTour 2018 calendario ciclístico de máximo nivel mundial, siendo la vigésimo segunda carrera de dicho circuito y fue ganada por el ciclista colombiano Egan Bernal del equipo Sky. El podio lo completaron el ciclista estadounidense Tejay van Garderen del equipo BMC Racing y el también colombiano Daniel Felipe Martínez del equipo EF Education First-Drapac.

## Equipos participantes
Tomaron la partida un total de 22 equipos de los cuales asistieron por derecho propio los 18 equipos UCI WorldTeam y 4 equipos de categoría Profesional Continental por invitación directa de los organizadores de la prueba, todos de Estados Unidos. Los 4 equipos invitados fueron: el Hagens Berman-Axeon, el Holowesko Citadel, el  Rally y el UnitedHealthcare.
| WorldTeams (13)- AG2R La Mondiale - BMC Racing Team - Bora-Hansgrohe - Dimension Data - EF Education First-Drapac p/b Cannondale - Katusha-Alpecin - Lotto NL-Jumbo - Mitchelton-Scott - Quick-Step Floors - Sky - Team Sunweb - Trek-Segafredo - UAE Team Emirates Equipos continentales profesionales (4)- Hagens Berman Axeon - Holowesko-Citadel - Rally Cycling - UnitedHealthcare |
| |

## Recorrido
El Tour de California dispuso de siete etapas para un recorrido total de 1039,7 kilómetros, dividido en una contrarreloj individual, una etapa escarpada, una etapa de media montaña, dos etapas de alta montaña, y dos etapas llanas.
| Etapa     | Fecha     | Recorrido                                   | type                    | Distancia (km) | Ganador            | Líder              |
| --------- | --------- | ------------------------------------------- | ----------------------- | -------------- | ------------------ | ------------------ |
| 1.ª etapa | 13 de may | Long Beach – Long Beach                     | etapa llana             | 134,5          | Fernando Gaviria   | Fernando Gaviria   |
| 2.ª etapa | 14 de may | Ventura – Condado de Santa Bárbara          | etapa de montaña        | 155            | Egan Bernal        | Egan Bernal        |
| 3.ª etapa | 15 de may | King City – WeatherTech Raceway Laguna Seca | etapa de media montaña  | 197            | Toms Skujiņš       | Egan Bernal        |
| 4.ª etapa | 16 de may | San José – Morgan Hill                      | contrarreloj individual | 34,7           | Tejay van Garderen | Tejay van Garderen |
| 5.ª etapa | 17 de may | Stockton – Elk Grove                        | etapa llana             | 176            | Fernando Gaviria   | Tejay van Garderen |
| 6.ª etapa | 18 de may | Folsom – South Lake Tahoe                   | etapa de montaña        | 196,5          | Egan Bernal        | Egan Bernal        |
| 7.ª etapa | 19 de may | Sacramento – Sacramento                     | etapa llana             | 146            | Fernando Gaviria   | Egan Bernal        |

## Desarrollo de la carrera

### 1.ª etapa
| Long Beach - Long Beach | etapa llana | (134,5 km) |

| \| Clasificación de la etapa \| Clasificación de la etapa \| Clasificación de la etapa \| Clasificación de la etapa \| Clasificación de la etapa \| \| Ciclista \| Ciclista \| Equipo \| Tiempo \| \| \| ------------------------- \| ------------------------- \| ------------------------- \| ------------------------- \| ------------------------- \| \| 1.º \| Fernando Gaviria \| Quick-Step Floors \| 3 h 02 min 23 s \| \| \| 2.º \| Caleb Ewan \| Mitchelton-Scott \| + 0 s \| \| \| 3.º \| Peter Sagan \| Bora-Hansgrohe \| + 0 s \| \| \| 4.º \| Marcel Kittel \| Katusha-Alpecin \| + 0 s \| \| \| 5.º \| Alexander Kristoff \| UAE Team Emirates \| + 0 s \| \| \| 6.º \| Jasper Philipsen \| Hagens Berman Axeon \| + 0 s \| \| \| 7.º \| Kiel Reijnen \| Trek-Segafredo \| + 0 s \| \| \| 8.º \| Max Walscheid \| Team Sunweb \| + 0 s \| \| \| 9.º \| Tyler Magner \| Rally Cycling \| + 0 s \| \| \| 10.º \| Mark Cavendish \| Dimension Data \| + 0 s \| \| |                    |                     |                 |
| |                    |                     |                 |
| Fuente: ProCyclingStats |                    |                     |                 |
| Clasificación de la etapa |                    |                     |                 |
| Ciclista | Ciclista           | Equipo              | Tiempo          |
| 1.º | Fernando Gaviria   | Quick-Step Floors   | 3 h 02 min 23 s |
| 2.º | Caleb Ewan         | Mitchelton-Scott    | + 0 s           |
| 3.º | Peter Sagan        | Bora-Hansgrohe      | + 0 s           |
| 4.º | Marcel Kittel      | Katusha-Alpecin     | + 0 s           |
| 5.º | Alexander Kristoff | UAE Team Emirates   | + 0 s           |
| 6.º | Jasper Philipsen   | Hagens Berman Axeon | + 0 s           |
| 7.º | Kiel Reijnen       | Trek-Segafredo      | + 0 s           |
| 8.º | Max Walscheid      | Team Sunweb         | + 0 s           |
| 9.º | Tyler Magner       | Rally Cycling       | + 0 s           |
| 10.º | Mark Cavendish     | Dimension Data      | + 0 s           |

| \| Clasificación general \| Clasificación general \| Clasificación general \| Clasificación general \| Clasificación general \| \| Ciclista \| Ciclista \| Equipo \| Tiempo \| \| \| --------------------- \| --------------------- \| --------------------- \| --------------------- \| --------------------- \| \| 1.º \| Fernando Gaviria \| Quick-Step Floors \| 3 h 02 min 13 s \| \| \| 2.º \| Caleb Ewan \| Mitchelton-Scott \| + 4 s \| \| \| 3.º \| Tanner Putt \| UnitedHealthcare \| + 4 s \| \| \| 4.º \| Peter Sagan \| Bora-Hansgrohe \| + 6 s \| \| \| 5.º \| Andrei Krasilnikau \| Holowesko Citadel \| + 6 s \| \| \| 6.º \| Mark Cavendish \| Dimension Data \| + 9 s \| \| \| 7.º \| Álvaro Hodeg \| Quick-Step Floors \| + 9 s \| \| \| 8.º \| Marcel Kittel \| Katusha-Alpecin \| + 10 s \| \| \| 9.º \| Alexander Kristoff \| UAE Team Emirates \| + 10 s \| \| \| 10.º \| Jasper Philipsen \| Hagens Berman Axeon \| + 10 s \| \| |                    |                     |                 |
| |                    |                     |                 |
| Fuente: ProCyclingStats |                    |                     |                 |
| Clasificación general |                    |                     |                 |
| Ciclista | Ciclista           | Equipo              | Tiempo          |
| 1.º | Fernando Gaviria   | Quick-Step Floors   | 3 h 02 min 13 s |
| 2.º | Caleb Ewan         | Mitchelton-Scott    | + 4 s           |
| 3.º | Tanner Putt        | UnitedHealthcare    | + 4 s           |
| 4.º | Peter Sagan        | Bora-Hansgrohe      | + 6 s           |
| 5.º | Andrei Krasilnikau | Holowesko Citadel   | + 6 s           |
| 6.º | Mark Cavendish     | Dimension Data      | + 9 s           |
| 7.º | Álvaro Hodeg       | Quick-Step Floors   | + 9 s           |
| 8.º | Marcel Kittel      | Katusha-Alpecin     | + 10 s          |
| 9.º | Alexander Kristoff | UAE Team Emirates   | + 10 s          |
| 10.º | Jasper Philipsen   | Hagens Berman Axeon | + 10 s          |

### 2.ª etapa
| Ventura - Condado de Santa Bárbara | etapa de montaña | (155 km) |

| \| Clasificación de la etapa \| Clasificación de la etapa \| Clasificación de la etapa \| Clasificación de la etapa \| Clasificación de la etapa \| \| Ciclista \| Ciclista \| Equipo \| Tiempo \| \| \| ------------------------- \| ------------------------- \| ------------------------- \| ------------------------- \| ------------------------- \| \| 1.º \| Egan Bernal \| Team Sky \| 4 h 14 min 00 s \| \| \| 2.º \| Rafał Majka \| Bora-Hansgrohe \| + 21 s \| \| \| 3.º \| Adam Yates \| Mitchelton-Scott \| + 25 s \| \| \| 4.º \| Antwan Tolhoek \| LottoNL-Jumbo \| + 30 s \| \| \| 5.º \| Daniel Felipe Martínez \| EF Education First-Drapac \| + 30 s \| \| \| 6.º \| Kristijan Đurasek \| UAE Team Emirates \| + 30 s \| \| \| 7.º \| Mathias Frank \| AG2R La Mondiale \| + 40 s \| \| \| 8.º \| Tejay van Garderen \| BMC Racing Team \| + 50 s \| \| \| 9.º \| Edward Ravasi \| UAE Team Emirates \| + 59 s \| \| \| 10.º \| Ruben Guerreiro \| Trek-Segafredo \| + 1 min 01 s \| \| |                        |                           |                 |
| |                        |                           |                 |
| Fuente: ProCyclingStats |                        |                           |                 |
| Clasificación de la etapa |                        |                           |                 |
| Ciclista | Ciclista               | Equipo                    | Tiempo          |
| 1.º | Egan Bernal            | Team Sky                  | 4 h 14 min 00 s |
| 2.º | Rafał Majka            | Bora-Hansgrohe            | + 21 s          |
| 3.º | Adam Yates             | Mitchelton-Scott          | + 25 s          |
| 4.º | Antwan Tolhoek         | LottoNL-Jumbo             | + 30 s          |
| 5.º | Daniel Felipe Martínez | EF Education First-Drapac | + 30 s          |
| 6.º | Kristijan Đurasek      | UAE Team Emirates         | + 30 s          |
| 7.º | Mathias Frank          | AG2R La Mondiale          | + 40 s          |
| 8.º | Tejay van Garderen     | BMC Racing Team           | + 50 s          |
| 9.º | Edward Ravasi          | UAE Team Emirates         | + 59 s          |
| 10.º | Ruben Guerreiro        | Trek-Segafredo            | + 1 min 01 s    |

| \| Clasificación general \| Clasificación general \| Clasificación general \| Clasificación general \| Clasificación general \| \| Ciclista \| Ciclista \| Equipo \| Tiempo \| \| \| --------------------- \| ---------------------- \| ------------------------- \| --------------------- \| --------------------- \| \| 1.º \| Egan Bernal \| Team Sky \| 7 h 16 min 13 s \| \| \| 2.º \| Rafał Majka \| Bora-Hansgrohe \| + 25 s \| \| \| 3.º \| Adam Yates \| Mitchelton-Scott \| + 31 s \| \| \| 4.º \| Antwan Tolhoek \| LottoNL-Jumbo \| + 40 s \| \| \| 5.º \| Kristijan Đurasek \| UAE Team Emirates \| + 40 s \| \| \| 6.º \| Daniel Felipe Martínez \| EF Education First-Drapac \| + 40 s \| \| \| 7.º \| Mathias Frank \| AG2R La Mondiale \| + 50 s \| \| \| 8.º \| Tejay van Garderen \| BMC Racing Team \| + 1 min 00 s \| \| \| 9.º \| Edward Ravasi \| UAE Team Emirates \| + 1 min 09 s \| \| \| 10.º \| Ruben Guerreiro \| Trek-Segafredo \| + 1 min 11 s \| \| |                        |                           |                 |
| |                        |                           |                 |
| Fuente: ProCyclingStats |                        |                           |                 |
| Clasificación general |                        |                           |                 |
| Ciclista | Ciclista               | Equipo                    | Tiempo          |
| 1.º | Egan Bernal            | Team Sky                  | 7 h 16 min 13 s |
| 2.º | Rafał Majka            | Bora-Hansgrohe            | + 25 s          |
| 3.º | Adam Yates             | Mitchelton-Scott          | + 31 s          |
| 4.º | Antwan Tolhoek         | LottoNL-Jumbo             | + 40 s          |
| 5.º | Kristijan Đurasek      | UAE Team Emirates         | + 40 s          |
| 6.º | Daniel Felipe Martínez | EF Education First-Drapac | + 40 s          |
| 7.º | Mathias Frank          | AG2R La Mondiale          | + 50 s          |
| 8.º | Tejay van Garderen     | BMC Racing Team           | + 1 min 00 s    |
| 9.º | Edward Ravasi          | UAE Team Emirates         | + 1 min 09 s    |
| 10.º | Ruben Guerreiro        | Trek-Segafredo            | + 1 min 11 s    |

### 3.ª etapa
| King City - WeatherTech Raceway Laguna Seca | etapa de media montaña | (197 km) |

| \| Clasificación de la etapa \| Clasificación de la etapa \| Clasificación de la etapa \| Clasificación de la etapa \| Clasificación de la etapa \| \| Ciclista \| Ciclista \| Equipo \| Tiempo \| \| \| ------------------------- \| ------------------------- \| ------------------------- \| ------------------------- \| ------------------------- \| \| 1.º \| Toms Skujiņš \| Trek-Segafredo \| 4 h 52 min 47 s \| \| \| 2.º \| Sean Bennett \| Hagens Berman Axeon \| + 3 s \| \| \| 3.º \| Caleb Ewan \| Mitchelton-Scott \| + 8 s \| \| \| 4.º \| Peter Sagan \| Bora-Hansgrohe \| + 8 s \| \| \| 5.º \| Egan Bernal \| Team Sky \| + 8 s \| \| \| 6.º \| Adam Yates \| Mitchelton-Scott \| + 8 s \| \| \| 7.º \| Alex Howes \| EF Education First-Drapac \| + 8 s \| \| \| 8.º \| Tom Slagter \| Dimension Data \| + 8 s \| \| \| 9.º \| Brent Bookwalter \| BMC Racing Team \| + 8 s \| \| \| 10.º \| William Barta \| Hagens Berman Axeon \| + 8 s \| \| |                  |                           |                 |
| |                  |                           |                 |
| Fuente: ProCyclingStats |                  |                           |                 |
| Clasificación de la etapa |                  |                           |                 |
| Ciclista | Ciclista         | Equipo                    | Tiempo          |
| 1.º | Toms Skujiņš     | Trek-Segafredo            | 4 h 52 min 47 s |
| 2.º | Sean Bennett     | Hagens Berman Axeon       | + 3 s           |
| 3.º | Caleb Ewan       | Mitchelton-Scott          | + 8 s           |
| 4.º | Peter Sagan      | Bora-Hansgrohe            | + 8 s           |
| 5.º | Egan Bernal      | Team Sky                  | + 8 s           |
| 6.º | Adam Yates       | Mitchelton-Scott          | + 8 s           |
| 7.º | Alex Howes       | EF Education First-Drapac | + 8 s           |
| 8.º | Tom Slagter      | Dimension Data            | + 8 s           |
| 9.º | Brent Bookwalter | BMC Racing Team           | + 8 s           |
| 10.º | William Barta    | Hagens Berman Axeon       | + 8 s           |

| \| Clasificación general \| Clasificación general \| Clasificación general \| Clasificación general \| Clasificación general \| \| Ciclista \| Ciclista \| Equipo \| Tiempo \| \| \| --------------------- \| ---------------------- \| ------------------------- \| --------------------- \| --------------------- \| \| 1.º \| Egan Bernal \| Team Sky \| 12 h 09 min 08 s \| \| \| 2.º \| Rafał Majka \| Bora-Hansgrohe \| + 25 s \| \| \| 3.º \| Adam Yates \| Mitchelton-Scott \| + 31 s \| \| \| 4.º \| Antwan Tolhoek \| LottoNL-Jumbo \| + 40 s \| \| \| 5.º \| Kristijan Đurasek \| UAE Team Emirates \| + 40 s \| \| \| 6.º \| Daniel Felipe Martínez \| EF Education First-Drapac \| + 40 s \| \| \| 7.º \| Mathias Frank \| AG2R La Mondiale \| + 50 s \| \| \| 8.º \| Tejay van Garderen \| BMC Racing Team \| + 1 min 00 s \| \| \| 9.º \| Ruben Guerreiro \| Trek-Segafredo \| + 1 min 11 s \| \| \| 10.º \| Laurens De Plus \| Quick-Step Floors \| + 1 min 14 s \| \| |                        |                           |                  |
| |                        |                           |                  |
| Fuente: ProCyclingStats |                        |                           |                  |
| Clasificación general |                        |                           |                  |
| Ciclista | Ciclista               | Equipo                    | Tiempo           |
| 1.º | Egan Bernal            | Team Sky                  | 12 h 09 min 08 s |
| 2.º | Rafał Majka            | Bora-Hansgrohe            | + 25 s           |
| 3.º | Adam Yates             | Mitchelton-Scott          | + 31 s           |
| 4.º | Antwan Tolhoek         | LottoNL-Jumbo             | + 40 s           |
| 5.º | Kristijan Đurasek      | UAE Team Emirates         | + 40 s           |
| 6.º | Daniel Felipe Martínez | EF Education First-Drapac | + 40 s           |
| 7.º | Mathias Frank          | AG2R La Mondiale          | + 50 s           |
| 8.º | Tejay van Garderen     | BMC Racing Team           | + 1 min 00 s     |
| 9.º | Ruben Guerreiro        | Trek-Segafredo            | + 1 min 11 s     |
| 10.º | Laurens De Plus        | Quick-Step Floors         | + 1 min 14 s     |

### 4.ª etapa
| San José de Guadalupe - Morgan Hill | contrarreloj individual | (34,7 km) |

| \| Clasificación de la etapa \| Clasificación de la etapa \| Clasificación de la etapa \| Clasificación de la etapa \| Clasificación de la etapa \| \| Ciclista \| Ciclista \| Equipo \| Tiempo \| \| \| ------------------------- \| ------------------------- \| ------------------------- \| ------------------------- \| ------------------------- \| \| 1.º \| Tejay van Garderen \| BMC Racing Team \| 40 min 47 s \| \| \| 2.º \| Patrick Bevin \| BMC Racing Team \| + 7 s \| \| \| 3.º \| Tao Geoghegan Hart \| Team Sky \| + 32 s \| \| \| 4.º \| Lawson Craddock \| EF Education First-Drapac \| + 46 s \| \| \| 5.º \| Filippo Ganna \| UAE Team Emirates \| + 49 s \| \| \| 6.º \| Mikkel Bjerg \| Hagens Berman Axeon \| + 53 s \| \| \| 7.º \| Jack Bauer \| Mitchelton-Scott \| + 55 s \| \| \| 8.º \| Neilson Powless \| LottoNL-Jumbo \| + 56 s \| \| \| 9.º \| Maciej Bodnar \| Bora-Hansgrohe \| + 57 s \| \| \| 10.º \| Daniel Felipe Martínez \| EF Education First-Drapac \| + 57 s \| \| |                        |                           |             |
| |                        |                           |             |
| Fuente: ProCyclingStats |                        |                           |             |
| Clasificación de la etapa |                        |                           |             |
| Ciclista | Ciclista               | Equipo                    | Tiempo      |
| 1.º | Tejay van Garderen     | BMC Racing Team           | 40 min 47 s |
| 2.º | Patrick Bevin          | BMC Racing Team           | + 7 s       |
| 3.º | Tao Geoghegan Hart     | Team Sky                  | + 32 s      |
| 4.º | Lawson Craddock        | EF Education First-Drapac | + 46 s      |
| 5.º | Filippo Ganna          | UAE Team Emirates         | + 49 s      |
| 6.º | Mikkel Bjerg           | Hagens Berman Axeon       | + 53 s      |
| 7.º | Jack Bauer             | Mitchelton-Scott          | + 55 s      |
| 8.º | Neilson Powless        | LottoNL-Jumbo             | + 56 s      |
| 9.º | Maciej Bodnar          | Bora-Hansgrohe            | + 57 s      |
| 10.º | Daniel Felipe Martínez | EF Education First-Drapac | + 57 s      |

| \| Clasificación general \| Clasificación general \| Clasificación general \| Clasificación general \| Clasificación general \| \| Ciclista \| Ciclista \| Equipo \| Tiempo \| \| \| --------------------- \| ---------------------- \| ------------------------- \| --------------------- \| --------------------- \| \| 1.º \| Tejay van Garderen \| BMC Racing Team \| 12 h 50 min 55 s \| \| \| 2.º \| Egan Bernal \| Team Sky \| + 23 s \| \| \| 3.º \| Daniel Felipe Martínez \| EF Education First-Drapac \| + 37 s \| \| \| 4.º \| Tao Geoghegan Hart \| Team Sky \| + 52 s \| \| \| 5.º \| Adam Yates \| Mitchelton-Scott \| + 1 min 07 s \| \| \| 6.º \| Rafał Majka \| Bora-Hansgrohe \| + 1 min 29 s \| \| \| 7.º \| Brandon McNulty \| Rally Cycling \| + 2 min 08 s \| \| \| 8.º \| Laurens De Plus \| Quick-Step Floors \| + 2 min 13 s \| \| \| 9.º \| Kristijan Đurasek \| UAE Team Emirates \| + 2 min 15 s \| \| \| 10.º \| Brent Bookwalter \| BMC Racing Team \| + 2 min 34 s \| \| |                        |                           |                  |
| |                        |                           |                  |
| Fuente: ProCyclingStats |                        |                           |                  |
| Clasificación general |                        |                           |                  |
| Ciclista | Ciclista               | Equipo                    | Tiempo           |
| 1.º | Tejay van Garderen     | BMC Racing Team           | 12 h 50 min 55 s |
| 2.º | Egan Bernal            | Team Sky                  | + 23 s           |
| 3.º | Daniel Felipe Martínez | EF Education First-Drapac | + 37 s           |
| 4.º | Tao Geoghegan Hart     | Team Sky                  | + 52 s           |
| 5.º | Adam Yates             | Mitchelton-Scott          | + 1 min 07 s     |
| 6.º | Rafał Majka            | Bora-Hansgrohe            | + 1 min 29 s     |
| 7.º | Brandon McNulty        | Rally Cycling             | + 2 min 08 s     |
| 8.º | Laurens De Plus        | Quick-Step Floors         | + 2 min 13 s     |
| 9.º | Kristijan Đurasek      | UAE Team Emirates         | + 2 min 15 s     |
| 10.º | Brent Bookwalter       | BMC Racing Team           | + 2 min 34 s     |

### 5.ª etapa
| Stockton - Elk Grove | etapa llana | (176 km) |

| \| Clasificación de la etapa \| Clasificación de la etapa \| Clasificación de la etapa \| Clasificación de la etapa \| Clasificación de la etapa \| \| Ciclista \| Ciclista \| Equipo \| Tiempo \| \| \| ------------------------- \| ------------------------- \| ------------------------- \| ------------------------- \| ------------------------- \| \| 1.º \| Fernando Gaviria \| Quick-Step Floors \| 4 min 05 s \| \| \| 2.º \| Caleb Ewan \| Mitchelton-Scott \| + 0 s \| \| \| 3.º \| Peter Sagan \| Bora-Hansgrohe \| + 0 s \| \| \| 4.º \| Rick Zabel \| Katusha-Alpecin \| + 0 s \| \| \| 5.º \| John Murphy \| Holowesko Citadel \| + 0 s \| \| \| 6.º \| Sean Bennett \| Hagens Berman Axeon \| + 0 s \| \| \| 7.º \| Lucas Sebastián Haedo \| UnitedHealthcare \| + 0 s \| \| \| 8.º \| Ivo Oliveira \| Hagens Berman Axeon \| + 0 s \| \| \| 9.º \| Alexander Kristoff \| UAE Team Emirates \| + 0 s \| \| \| 10.º \| Travis McCabe \| UnitedHealthcare \| + 0 s \| \| |                       |                     |            |
| |                       |                     |            |
| Fuente: ProCyclingStats |                       |                     |            |
| Clasificación de la etapa |                       |                     |            |
| Ciclista | Ciclista              | Equipo              | Tiempo     |
| 1.º | Fernando Gaviria      | Quick-Step Floors   | 4 min 05 s |
| 2.º | Caleb Ewan            | Mitchelton-Scott    | + 0 s      |
| 3.º | Peter Sagan           | Bora-Hansgrohe      | + 0 s      |
| 4.º | Rick Zabel            | Katusha-Alpecin     | + 0 s      |
| 5.º | John Murphy           | Holowesko Citadel   | + 0 s      |
| 6.º | Sean Bennett          | Hagens Berman Axeon | + 0 s      |
| 7.º | Lucas Sebastián Haedo | UnitedHealthcare    | + 0 s      |
| 8.º | Ivo Oliveira          | Hagens Berman Axeon | + 0 s      |
| 9.º | Alexander Kristoff    | UAE Team Emirates   | + 0 s      |
| 10.º | Travis McCabe         | UnitedHealthcare    | + 0 s      |

| \| Clasificación general \| Clasificación general \| Clasificación general \| Clasificación general \| Clasificación general \| \| Ciclista \| Ciclista \| Equipo \| Tiempo \| \| \| --------------------- \| ---------------------- \| ------------------------- \| --------------------- \| --------------------- \| \| 1.º \| Tejay van Garderen \| BMC Racing Team \| 16 h 55 min 29 s \| \| \| 2.º \| Egan Bernal \| Team Sky \| + 23 s \| \| \| 3.º \| Daniel Felipe Martínez \| EF Education First-Drapac \| + 37 s \| \| \| 4.º \| Adam Yates \| Mitchelton-Scott \| + 1 min 07 s \| \| \| 5.º \| Tao Geoghegan Hart \| Team Sky \| + 1 min 15 s \| \| \| 6.º \| Rafał Majka \| Bora-Hansgrohe \| + 1 min 29 s \| \| \| 7.º \| Brandon McNulty \| Rally Cycling \| + 2 min 08 s \| \| \| 8.º \| Laurens De Plus \| Quick-Step Floors \| + 2 min 13 s \| \| \| 9.º \| Kristijan Đurasek \| UAE Team Emirates \| + 2 min 15 s \| \| \| 10.º \| Brent Bookwalter \| BMC Racing Team \| + 2 min 34 s \| \| |                        |                           |                  |
| |                        |                           |                  |
| Fuente: ProCyclingStats |                        |                           |                  |
| Clasificación general |                        |                           |                  |
| Ciclista | Ciclista               | Equipo                    | Tiempo           |
| 1.º | Tejay van Garderen     | BMC Racing Team           | 16 h 55 min 29 s |
| 2.º | Egan Bernal            | Team Sky                  | + 23 s           |
| 3.º | Daniel Felipe Martínez | EF Education First-Drapac | + 37 s           |
| 4.º | Adam Yates             | Mitchelton-Scott          | + 1 min 07 s     |
| 5.º | Tao Geoghegan Hart     | Team Sky                  | + 1 min 15 s     |
| 6.º | Rafał Majka            | Bora-Hansgrohe            | + 1 min 29 s     |
| 7.º | Brandon McNulty        | Rally Cycling             | + 2 min 08 s     |
| 8.º | Laurens De Plus        | Quick-Step Floors         | + 2 min 13 s     |
| 9.º | Kristijan Đurasek      | UAE Team Emirates         | + 2 min 15 s     |
| 10.º | Brent Bookwalter       | BMC Racing Team           | + 2 min 34 s     |

### 6.ª etapa
| Folsom - South Lake Tahoe | etapa de montaña | (196,5 km) |

| \| Clasificación de la etapa \| Clasificación de la etapa \| Clasificación de la etapa \| Clasificación de la etapa \| Clasificación de la etapa \| \| Ciclista \| Ciclista \| Equipo \| Tiempo \| \| \| ------------------------- \| ------------------------- \| ------------------------- \| ------------------------- \| ------------------------- \| \| 1.º \| Egan Bernal \| Team Sky \| 5 h 30 min 58 s \| \| \| 2.º \| Adam Yates \| Mitchelton-Scott \| + 1 min 28 s \| \| \| 3.º \| Tao Geoghegan Hart \| Team Sky \| + 1 min 30 s \| \| \| 4.º \| Brandon McNulty \| Rally Cycling \| + 1 min 33 s \| \| \| 5.º \| Jai Hindley \| Team Sunweb \| + 1 min 38 s \| \| \| 6.º \| Mathias Frank \| AG2R La Mondiale \| + 1 min 38 s \| \| \| 7.º \| Tejay van Garderen \| BMC Racing Team \| + 1 min 38 s \| \| \| 8.º \| Rafał Majka \| Bora-Hansgrohe \| + 1 min 45 s \| \| \| 9.º \| Edward Ravasi \| UAE Team Emirates \| + 1 min 46 s \| \| \| 10.º \| Daniel Felipe Martínez \| EF Education First-Drapac \| + 1 min 50 s \| \| |                        |                           |                 |
| |                        |                           |                 |
| Fuente: ProCyclingStats |                        |                           |                 |
| Clasificación de la etapa |                        |                           |                 |
| Ciclista | Ciclista               | Equipo                    | Tiempo          |
| 1.º | Egan Bernal            | Team Sky                  | 5 h 30 min 58 s |
| 2.º | Adam Yates             | Mitchelton-Scott          | + 1 min 28 s    |
| 3.º | Tao Geoghegan Hart     | Team Sky                  | + 1 min 30 s    |
| 4.º | Brandon McNulty        | Rally Cycling             | + 1 min 33 s    |
| 5.º | Jai Hindley            | Team Sunweb               | + 1 min 38 s    |
| 6.º | Mathias Frank          | AG2R La Mondiale          | + 1 min 38 s    |
| 7.º | Tejay van Garderen     | BMC Racing Team           | + 1 min 38 s    |
| 8.º | Rafał Majka            | Bora-Hansgrohe            | + 1 min 45 s    |
| 9.º | Edward Ravasi          | UAE Team Emirates         | + 1 min 46 s    |
| 10.º | Daniel Felipe Martínez | EF Education First-Drapac | + 1 min 50 s    |

| \| Clasificación general \| Clasificación general \| Clasificación general \| Clasificación general \| Clasificación general \| \| Ciclista \| Ciclista \| Equipo \| Tiempo \| \| \| --------------------- \| ---------------------- \| ------------------------- \| --------------------- \| --------------------- \| \| 1.º \| Egan Bernal \| Team Sky \| 22 h 26 min 40 s \| \| \| 2.º \| Tejay van Garderen \| BMC Racing Team \| + 1 min 25 s \| \| \| 3.º \| Daniel Felipe Martínez \| EF Education First-Drapac \| + 2 min 14 s \| \| \| 4.º \| Adam Yates \| Mitchelton-Scott \| + 2 min 16 s \| \| \| 5.º \| Tao Geoghegan Hart \| Team Sky \| + 2 min 28 s \| \| \| 6.º \| Rafał Majka \| Bora-Hansgrohe \| + 3 min 01 s \| \| \| 7.º \| Brandon McNulty \| Rally Cycling \| + 3 min 28 s \| \| \| 8.º \| Laurens De Plus \| Quick-Step Floors \| + 3 min 50 s \| \| \| 9.º \| Kristijan Đurasek \| UAE Team Emirates \| + 3 min 59 s \| \| \| 10.º \| Mathias Frank \| AG2R La Mondiale \| + 4 min 01 s \| \| |                        |                           |                  |
| |                        |                           |                  |
| Fuente: ProCyclingStats |                        |                           |                  |
| Clasificación general |                        |                           |                  |
| Ciclista | Ciclista               | Equipo                    | Tiempo           |
| 1.º | Egan Bernal            | Team Sky                  | 22 h 26 min 40 s |
| 2.º | Tejay van Garderen     | BMC Racing Team           | + 1 min 25 s     |
| 3.º | Daniel Felipe Martínez | EF Education First-Drapac | + 2 min 14 s     |
| 4.º | Adam Yates             | Mitchelton-Scott          | + 2 min 16 s     |
| 5.º | Tao Geoghegan Hart     | Team Sky                  | + 2 min 28 s     |
| 6.º | Rafał Majka            | Bora-Hansgrohe            | + 3 min 01 s     |
| 7.º | Brandon McNulty        | Rally Cycling             | + 3 min 28 s     |
| 8.º | Laurens De Plus        | Quick-Step Floors         | + 3 min 50 s     |
| 9.º | Kristijan Đurasek      | UAE Team Emirates         | + 3 min 59 s     |
| 10.º | Mathias Frank          | AG2R La Mondiale          | + 4 min 01 s     |

### 7.ª etapa
| Sacramento - Sacramento | etapa llana | (146 km) |

| \| Clasificación de la etapa \| Clasificación de la etapa \| Clasificación de la etapa \| Clasificación de la etapa \| Clasificación de la etapa \| \| Ciclista \| Ciclista \| Equipo \| Tiempo \| \| \| ------------------------- \| ------------------------- \| ------------------------- \| ------------------------- \| ------------------------- \| \| 1.º \| Fernando Gaviria \| Quick-Step Floors \| 3 h 07 min 39 s \| \| \| 2.º \| Max Walscheid \| Team Sunweb \| + 0 s \| \| \| 3.º \| Caleb Ewan \| Mitchelton-Scott \| + 0 s \| \| \| 4.º \| Peter Sagan \| Bora-Hansgrohe \| + 0 s \| \| \| 5.º \| Miguel Bryon \| Holowesko Citadel \| + 0 s \| \| \| 6.º \| Alexander Kristoff \| UAE Team Emirates \| + 0 s \| \| \| 7.º \| Michael Rice \| Hagens Berman Axeon \| + 0 s \| \| \| 8.º \| Tyler Magner \| Rally Cycling \| + 0 s \| \| \| 9.º \| Daniel McLay \| EF Education First-Drapac \| + 0 s \| \| \| 10.º \| Kiel Reijnen \| Trek-Segafredo \| + 0 s \| \| |                    |                           |                 |
| |                    |                           |                 |
| Fuente: ProCyclingStats |                    |                           |                 |
| Clasificación de la etapa |                    |                           |                 |
| Ciclista | Ciclista           | Equipo                    | Tiempo          |
| 1.º | Fernando Gaviria   | Quick-Step Floors         | 3 h 07 min 39 s |
| 2.º | Max Walscheid      | Team Sunweb               | + 0 s           |
| 3.º | Caleb Ewan         | Mitchelton-Scott          | + 0 s           |
| 4.º | Peter Sagan        | Bora-Hansgrohe            | + 0 s           |
| 5.º | Miguel Bryon       | Holowesko Citadel         | + 0 s           |
| 6.º | Alexander Kristoff | UAE Team Emirates         | + 0 s           |
| 7.º | Michael Rice       | Hagens Berman Axeon       | + 0 s           |
| 8.º | Tyler Magner       | Rally Cycling             | + 0 s           |
| 9.º | Daniel McLay       | EF Education First-Drapac | + 0 s           |
| 10.º | Kiel Reijnen       | Trek-Segafredo            | + 0 s           |

## Clasificaciones finales
Las clasificaciones finalizaron de la siguiente forma:

### Clasificación general
| \| Clasificación general \| Clasificación general \| Clasificación general \| Clasificación general \| Clasificación general \| \| Ciclista \| Ciclista \| Equipo \| Tiempo \| \| \| --------------------- \| ---------------------- \| ------------------------- \| --------------------- \| --------------------- \| \| 1.º \| Egan Bernal \| Team Sky \| 25 h 34 min 19 s \| \| \| 2.º \| Tejay van Garderen \| BMC Racing Team \| + 1 min 25 s \| \| \| 3.º \| Daniel Felipe Martínez \| EF Education First-Drapac \| + 2 min 14 s \| \| \| 4.º \| Adam Yates \| Mitchelton-Scott \| + 2 min 16 s \| \| \| 5.º \| Tao Geoghegan Hart \| Team Sky \| + 2 min 28 s \| \| \| 6.º \| Rafał Majka \| Bora-Hansgrohe \| + 3 min 01 s \| \| \| 7.º \| Brandon McNulty \| Rally Cycling \| + 3 min 28 s \| \| \| 8.º \| Laurens De Plus \| Quick-Step Floors \| + 3 min 50 s \| \| \| 9.º \| Kristijan Đurasek \| UAE Team Emirates \| + 3 min 59 s \| \| \| 10.º \| Mathias Frank \| AG2R La Mondiale \| + 4 min 01 s \| \| |                        |                           |                  |
| |                        |                           |                  |
| Fuente: ProCyclingStats |                        |                           |                  |
| Clasificación general |                        |                           |                  |
| Ciclista | Ciclista               | Equipo                    | Tiempo           |
| 1.º | Egan Bernal            | Team Sky                  | 25 h 34 min 19 s |
| 2.º | Tejay van Garderen     | BMC Racing Team           | + 1 min 25 s     |
| 3.º | Daniel Felipe Martínez | EF Education First-Drapac | + 2 min 14 s     |
| 4.º | Adam Yates             | Mitchelton-Scott          | + 2 min 16 s     |
| 5.º | Tao Geoghegan Hart     | Team Sky                  | + 2 min 28 s     |
| 6.º | Rafał Majka            | Bora-Hansgrohe            | + 3 min 01 s     |
| 7.º | Brandon McNulty        | Rally Cycling             | + 3 min 28 s     |
| 8.º | Laurens De Plus        | Quick-Step Floors         | + 3 min 50 s     |
| 9.º | Kristijan Đurasek      | UAE Team Emirates         | + 3 min 59 s     |
| 10.º | Mathias Frank          | AG2R La Mondiale          | + 4 min 01 s     |

### Clasificación por puntos
| Clasificación por puntos | Clasificación por puntos | Clasificación por puntos | Clasificación por puntos | Clasificación por puntos |
| Ciclista                 | Ciclista                 | Equipo                   | Puntos                   |                          |
| ------------------------ | ------------------------ | ------------------------ | ------------------------ | ------------------------ |
| 1.º                      | Fernando Gaviria         | Quick-Step Floors        | 45 pts                   |                          |
| 2.º                      | Caleb Ewan               | Mitchelton-Scott         | 42 pts                   |                          |
| 3.º                      | Egan Bernal              | Team Sky                 | 36 pts                   |                          |
| 4.º                      | Peter Sagan              | Bora-Hansgrohe           | 32 pts                   |                          |
| 5.º                      | Adam Yates               | Mitchelton-Scott         | 26 pts                   |                          |
| 6.º                      | Toms Skujiņš             | Trek-Segafredo           | 18 pts                   |                          |
| 7.º                      | Sean Bennett             | Hagens Berman Axeon      | 18 pts                   |                          |
| 8.º                      | Max Walscheid            | Team Sunweb              | 15 pts                   |                          |
| 9.º                      | Rafał Majka              | Bora-Hansgrohe           | 15 pts                   |                          |
| 10.º                     | Alexander Kristoff       | UAE Team Emirates        | 13 pts                   |                          |

### Clasificación de la montaña
| Clasificación de la montaña | Clasificación de la montaña | Clasificación de la montaña | Clasificación de la montaña | Clasificación de la montaña |
| Ciclista                    | Ciclista                    | Equipo                      | Puntos                      |                             |
| --------------------------- | --------------------------- | --------------------------- | --------------------------- | --------------------------- |
| 1.º                         | Toms Skujiņš                | Trek-Segafredo              | 34 pts                      |                             |
| 2.º                         | Evan Huffman                | Rally Cycling               | 33 pts                      |                             |
| 3.º                         | Egan Bernal                 | Team Sky                    | 26 pts                      |                             |
| 4.º                         | Adam Yates                  | Mitchelton-Scott            | 20 pts                      |                             |
| 5.º                         | Lawson Craddock             | EF Education First-Drapac   | 18 pts                      |                             |
| 6.º                         | Daniel Felipe Martínez      | EF Education First-Drapac   | 13 pts                      |                             |
| 7.º                         | Rafał Majka                 | Bora-Hansgrohe              | 13 pts                      |                             |
| 8.º                         | Antwan Tolhoek              | LottoNL-Jumbo               | 11 pts                      |                             |
| 9.º                         | Mikaël Cherel               | AG2R La Mondiale            | 9 pts                       |                             |
| 10.º                        | Tejay van Garderen          | BMC Racing Team             | 8 pts                       |                             |

### Clasificación de los jóvenes
| Clasificación del mejor joven | Clasificación del mejor joven | Clasificación del mejor joven | Clasificación del mejor joven | Clasificación del mejor joven |
| Ciclista                      | Ciclista                      | Equipo                        | Tiempo                        |                               |
| ----------------------------- | ----------------------------- | ----------------------------- | ----------------------------- | ----------------------------- |
| 1.º                           | Egan Bernal                   | Team Sky                      | 25 h 34 min 19 s              |                               |
| 2.º                           | Daniel Felipe Martínez        | EF Education First-Drapac     | + 2 min 14 s                  |                               |
| 3.º                           | Tao Geoghegan Hart            | Team Sky                      | + 2 min 28 s                  |                               |
| 4.º                           | Brandon McNulty               | Rally Cycling                 | + 3 min 28 s                  |                               |
| 5.º                           | Laurens De Plus               | Quick-Step Floors             | + 3 min 50 s                  |                               |
| 6.º                           | Edward Ravasi                 | UAE Team Emirates             | + 6 min 11 s                  |                               |
| 7.º                           | Antwan Tolhoek                | LottoNL-Jumbo                 | + 7 min 03 s                  |                               |
| 8.º                           | Ruben Guerreiro               | Trek-Segafredo                | + 7 min 05 s                  |                               |
| 9.º                           | Neilson Powless               | LottoNL-Jumbo                 | + 7 min 25 s                  |                               |
| 10.º                          | Nicola Conci                  | Trek-Segafredo                | + 8 min 07 s                  |                               |

### Clasificación por equipos
| Clasificación por equipos | Clasificación por equipos                | Clasificación por equipos | Clasificación por equipos |
| Equipo                    | Equipo                                   | Tiempo                    |                           |
| ------------------------- | ---------------------------------------- | ------------------------- | ------------------------- |
| 1.º                       | Sky                                      | 76 h 55 min 41 s          |                           |
| 2.º                       | Trek-Segafredo                           | + 8 min 18 s              |                           |
| 3.º                       | BMC Racing Team                          | + 9 min 26 s              |                           |
| 4.º                       | UAE Team Emirates                        | + 10 min 35 s             |                           |
| 5.º                       | Lotto NL-Jumbo                           | + 16 min 59 s             |                           |
| 6.º                       | AG2R La Mondiale                         | + 19 min 24 s             |                           |
| 7.º                       | Katusha-Alpecin                          | + 26 min 29 s             |                           |
| 8.º                       | Hagens Berman Axeon                      | + 27 min 27 s             |                           |
| 9.º                       | EF Education First-Drapac p/b Cannondale | + 34 min 44 s             |                           |
| 10.º                      | Quick-Step Floors                        | + 34 min 47 s             |                           |

## Evolución de las clasificaciones
| Etapa                   | Vencedor                | Clasificación general | Clasificación por puntos | Clasificación de la montaña | Clasificación de los jóvenes | Clasificación por equipos | Premio de la combatividad |
| ----------------------- | ----------------------- | --------------------- | ------------------------ | --------------------------- | ---------------------------- | ------------------------- | ------------------------- |
| 1.ª                     | Fernando Gaviria        | Fernando Gaviria      | Fernando Gaviria         | no se entregó               | Fernando Gaviria             | Mitchelton-Scott          | Tanner Putt               |
| 2.ª                     | Egan Bernal             | Egan Bernal           | Egan Bernal              | Egan Bernal                 | Egan Bernal                  | Trek-Segafredo            | Rubén Companioni          |
| 3.ª                     | Toms Skujiņš            | Egan Bernal           | Egan Bernal              | Egan Bernal                 | Egan Bernal                  | Trek-Segafredo            | Ian Garrison              |
| 4.ª                     | Tejay van Garderen      | Tejay van Garderen    | Egan Bernal              | Egan Bernal                 | Egan Bernal                  | BMC Racing                | Ian Garrison              |
| 5.ª                     | Fernando Gaviria        | Tejay van Garderen    | Caleb Ewan               | Egan Bernal                 | Egan Bernal                  | BMC Racing                | Fabian Lienhard           |
| 6.ª                     | Egan Bernal             | Egan Bernal           | Egan Bernal              | Toms Skujiņš                | Egan Bernal                  | Sky                       | Lawson Craddock           |
| 7.ª                     | Fernando Gaviria        | Egan Bernal           | Fernando Gaviria         | Toms Skujiņš                | Egan Bernal                  | Sky                       | Mikkel Bjerg              |
| Clasificaciones finales | Clasificaciones finales | Egan Bernal           | Fernando Gaviria         | Toms Skujiņš                | Egan Bernal                  | Sky                       | no se entregó             |

## UCI World Ranking
El Tour de California otorga puntos para el UCI WorldTour 2018 y el UCI World Ranking, este último para corredores de los equipos en las categorías UCI WorldTeam, Profesional Continental y Equipos Continentales. Las siguientes tablas muestran el baremo de puntuación y los 10 corredores que obtuvieron más puntos:
| Posición              | 1.º | 2.º | 3.º | 4.º | 5.º | 6.º | 7.º | 8.º | 9.º | 10.º | 11.º | 12.º | 13.º | 14.º | 15.º-20.º | 21.º-30.º | 31.º-50.º | 51.º-55.º | 56.º-60.º |
| Clasificación general | 300 | 250 | 215 | 175 | 120 | 115 | 95  | 75  | 60  | 50   | 40   | 35   | 30   | 25   | 20        | 12        | 5         | 2         | 1         |
| Por etapa             | 40  | 15  | 6   |     |     |     |     |     |     |      |      |      |      |      |           |           |           |           |           |
| Líder                 | 6   |     |     |     |     |     |     |     |     |      |      |      |      |      |           |           |           |           |           |

| Clasificación |                        |                           |         |       |       |       |
| Ciclista      | Ciclista               | Equipo                    | General | Etapa | Líder | Total |
| ------------- | ---------------------- | ------------------------- | ------- | ----- | ----- | ----- |
| 1.º           | Egan Bernal            | Sky                       | 300     | 80    | 18    | 398   |
| 2.º           | Tejay van Garderen     | BMC Racing                | 250     | 40    | 12    | 302   |
| 3.º           | Daniel Felipe Martínez | EF Education First-Drapac | 215     | -     | -     | 215   |
| 4.º           | Adam Yates             | Mitchelton-Scott          | 175     | 21    | -     | 196   |
| 5.º           | Tao Geoghegan Hart     | Sky                       | 120     | 12    | -     | 132   |
| 6.º           | Rafał Majka            | Bora-Hansgrohe            | 115     | 15    | -     | 130   |
| 7.º           | Fernando Gaviria       | Quick-Step Floors         | -       | 120   | 6     | 126   |
| 8.º           | Brandon McNulty        | Rally                     | 95      | -     | -     | 95    |
| 9.º           | Laurens De Plus        | Quick-Step Floors         | 75      | -     | -     | 75    |
| 10.º          | Kristijan Đurasek      | UAE Emirates              | 60      | -     | -     | 60    |